# M/S Tärnan af Söderöra (1990)
M/S Tärnan af Söderöra är ett passagerarfartyg som byggdes på Boghammar Marin på Lidingö och levererades i juni 1990 till Mariefreds Rederi AB, då med namnet Kungsholm. På hösten samma år gick rederiet i konkurs och fartyget togs över av Gripsholms Rederi AB som sommaren 1991 fortsatte att använda henne på traden Stockholm–Mariefred.
I december 1992 såldes fartyget till Jørgen Andersen i Danmark som lät Boghammar Marin bygga om henne – bland annat förlängdes hon 2 meter – innan leveransen till Danmark där hon fick namnet Gråsælen. I november 1998 såldes hon till Gotska Sandö Rederi där hon återfick sitt ursprungliga namn Kungsholm och sattes in som snabbfärja mellan Stockholm och Sandhamn med smeknamnet Sandhamnspilen.
I december 2006 såldes hon till Condor Shipping i Luleå som chartrade ut henne till Trafikverket Färjerederi på rutten mellan Norrfjärden och Holmön. I oktober 2014 såldes hon till Roslagens Sjötrafik AB för att ersätta den tidigare Tärnan af Söderöra som en dryg månad tidigare totalförstörts i en brand vid Söderöra.
Sedan sommaren 2015 tjänstgör hon återigen som Sandhamnspilen, fast numera mellan Stavsnäs och Sandhamn.